# Dalechampia occidentalis
Dalechampia occidentalis är en törelväxtart som beskrevs av Johannes Müller Argoviensis. Dalechampia occidentalis ingår i släktet Dalechampia och familjen törelväxter. Inga underarter finns listade i Catalogue of Life.